# Г'яйн
Г'яйн (ісл. Gjáin) — геологічна пам'ятка на півдні Ісландії, невелика долина з численними водоспадами, ставками і вулканічними структурами. Вона знаходиться в басейні річки Рауда, приблизно за півгодини ходьби від історичної ферми Þjóðveldisbærinn. З цього місця видно вулкан Гекла. Через долину проходить 6-годинний туристичний піший маршрут до водоспаду Хауіфосс, третього за висотою водоспаду в Ісландії.